# دوري كرة القدم الألباني الدرجة الأولى 2016–17
دوري كرة القدم الألباني الدرجة الأولى 2016–17 هو موسم من دوري كرة القدم الألباني الدرجة الأولى ‏. أشرف على تنظيمه اتحاد ألبانيا لكرة القدم، وفاز فيه نادي كامزا.